# Свєколкін Володимир Валентинович
Володимир Валентинович Свєколкін (20 червня 1937, хутір Косов, тепер Білокалитвинського району Ростовської області, Російська Федерація — 4 квітня 2008, місто Єсентуки Ставропольського краю, Російська Федерація) — радянський компартійний діяч, 1-й секретар Магаданського обласного комітету КПРС. Член Центральної контрольної комісії КПРС у 1990—1991 роках. 

## Життєпис
У 1960 році закінчив Новочеркаський геологорозвідувальний технікум.
З 1960 року — молодший технік-гідрогеолог, старший технік-гідрогеолог, геолог Мордовської геологорозвідувальної експедиції.
Член КПРС з 1965 року.
У 1967 році закінчив заочно Ростовський державний університет.
У 1967—1971 роках — геолог, технічний керівник, головний геолог геологорозвідувальної партії Східно-Чукотської експедиції.
У 1971—1974 роках — завідувач відділу Іультинського районного комітету КПРС Магаданської області.
У 1974—1977 роках — 2-й секретар Шмідтовського районного комітету КПРС Магаданської області.
У 1977—1980 роках — 1-й секретар Берінговського районного комітету КПРС Магаданської області.
У 1978 році закінчив Заочну Вищу партійну школу при ЦК КПРС.
У 1980—1983 роках — 1-й секретар Чаунського районного комітету КПРС Магаданської області.
У 1983—1987 роках — завідувач відділу Магаданського обласного комітету КПРС.
У 1987 — грудні 1989 року — 2-й секретар Магаданського обласного комітету КПРС.
22 грудня 1989 — 23 серпня 1991 року — 1-й секретар Магаданського обласного комітету КПРС.
Помер 4 квітня 2008 року в місті Єсентуки.

## Нагороди та відзнаки
- орден «Знак Пошани»
- медалі